# Вигнанці з Землі
«Вигнанці з Землі» (англ. Flight of Exiles) — дитячий науково-фантастичний роман американського письменника Бена Бова, опублікований у 1971 році.
Роман належить до трилогії, присвяченої колонізації космосу групою генних інженерів, яких вигнали із Землі, щоб не дати їх відкриттям порушити нестабільний соціальний баланс у світі.

## Історія видання
Вперше роман опубліковано на сторінках журналу «Гелексі сайнс фікшн» двома частинами, у січні та лютому 1971 року, а в жовтні того ж року перевиданий окремою книгою у м’якій обкладинці.
У 1980 році увійшов до збірки «Трилогія вигнанців», що містить усі три романи циклу вигнанців: романи «Вигнанці з Землі» (1971), «Політ вигнанців» (1972) та «Завершення вигнання» (1975).

## Сюжет
|                               | Ціну, яку ми повинні заплатити за стабільність, є прогрес. Ви і ваша робота є частиною цієї ціни. |
| — Ben Bova, Exiled from Earth |                                                                                                   |

У XXII столітті Земля перенаселена, а мегаполіси стають жертвами злочинності та деградації. Світовий уряд, який базується в місті Мессіна, вже тридцять років намагається навести порядок. Нестабільна рівновага на планеті не допускає технологічних інновацій або наукових досягнень, які могли б змінити статус-кво й спричинити безлад серед двадцяти мільярдів жителів планети. Генеральний президент приймає пропозицію Ради міністрів і наказує закрити всі генетичні лабораторії та арештувати дослідників.
Лу Крістофер – комп’ютерний технік, експерт-програміст Ramo, потужного комп’ютера, який використовується провідним у світі центром генетичних досліджень, що базується в Альбукерке, штат Нью-Мексико. Коли поліція з’являється в його будинку, щоб заарештувати без пред’явлення офіційних звинувачень, він побоюється найгіршого. Депортований до штаб-квартири ООН у Нью-Йорку, йому вдається втекти, ризикуючи життям у місті, обложеному жорстокими бандами підлітків. Допомагає йому втекти Фелікс, ватажок банди «Диких котів», головних ворогів банди «П'єдіп'ятті». Лу вдається вилетіти до Альбукерке; перед відходом Фелікс выдкриває таємницю, що насправді він таємний урядовий агент, який займається тривалим проєктом, щоб відлучити молодих людей від злочинності. У Нью-Мексико Лу знаходить лабораторію безлюдною, за винятком присутності «Великого Джорджа», геннетично-модифікованої розумної горили, здатної говорити. Допитуючи комп’ютер Ramo, який все ще працює, Лу дізнається, що лабораторію закрив уряд, а вчені заарештовані. Раптом до лабораторії вривається поліція, попереджена самим Рамо. На щастя, Лу вдається втекти до дому своєї дівчини Бонні, яка також працює в центрі помічницею програмування. Бонні дізнається подробиці ризикованої втечі від Лу і, коли чоловік відволікається, їй вдається попередити поліцію, яка переконана, що цим вона убезпечить свого хлопця від подальших небезпек.
Лу відвозять до Мессіни, резиденції Світового уряду, де він зустрічається з міністром безпеки Василем Кобриним. Від політика він дізнається, що уряд вирішив на невизначений термін заслати на орбітальну станцію всіх біохіміків, генетиків та деяких інших категорій вчених, вважаючи їх дослідження небезпечними для світової рівноваги. Залишаючи Мессіну, Лу зв’язується з іншим політиком, міністром фінансів Рольфом Бернардом, який, всупереч рішенню своїх колег, створив таємний дослідницький центр на тропічному острові та пропонує Лу співпрацювати в його проєкті, переїхавши до центру. Чоловік погоджується і просить, щоб Бонні також перевезли на острів, що незабаром й відбувається.
Лу, Бонні та його колега й друг Антон Корі невдовзі виявляють, що справжній план міністра — захопити владу за допомогою військового перевороту, використовуючи біологічну, хімічну та ядерну зброю, розроблену в дослідницькому центрі, очолюваному непорозумінням Дональдом Маркусом. Коли Лу розуміє, що Великий Джордж, також перевезений на острів, буде використаний для випробування нового типу генетичної зброї, яка зробила б його ідіотом, то знаходить спосіб попередити уряд. Підірвавши атомну бомбу малої потужності, підготовлену Корі, вони сповіщають мережу супутників-шпигунів і заманюють урядові війська на острів. План Бернарда і Маркуса зірвано, але під час сутички Великий Джордж потрапляє під кулю та гине. Однак подяка Генерального президента не зупиняє вигнання, Лу та Корі вирушають на космічну станцію, а Бонні, чиї обмежені навички уряд не вважає небезпечними, може вибирати, відправитися в космос або залишитися. Двоє вчених на станції знову зустрічаються зі своїми колегами, засланими в космос, зі своїми родинами, які без інтелектуальних стимулів і без майбутнього перебувають у патологічно пригніченому стані. Бонні спочатку приєднується до Лу на станції, але, не в змозі витримати брак свободи, вирішує покинути свого хлопця, щоб повернутися на Землю, при цьому вона, що ніколи не зможе повернутися на станцію. Поворотний момент настає, коли Лу отримає доступ до отриманих даних від космічного зонда Starfarer, запущеного із Землі тридцять років тому. Зонд досяг Альфи Центаври та виявив наявність планет, одна з яких, ймовірно, придатна для проживання. Лу пропонує вигнанцям перетворити станцію в космічний корабель покоління, залишити орбіту Землі й направитися до далекої зірки. Багато хто проти цієї пропозиції, але вона ставиться на голосування та отримує схвалення більшості з семи тисяч жителів, захоплених тим, що знайшли нову мету в житті. Уряд погоджується допомогти вченим реалізувати амбітний, але небезпечний проєкт, щоб назавжди позбутися їх присутності. Розпочинається робота, яка приведе вигнанців до зірок.

## Головні герої
- Луїс «Лу» Кристофер — Головний герой роману, комп’ютерний технік, експерт із програмування комп’ютерів, які використовуються в генетичній сфері. Не погоджується на заслання і різними способами намагається протистояти вироку.
- Бонні Стерн — Колега Лу та його дівчина. Повідомляє про Лу в поліцію, вважаючи, що це вбереже його від подальших небезпек. Попри себе, буде слідувати за хлопцем у подальших поневіряннях, але не погодиться розділити з ним у космосі.
- Василь Кобрин — Міністр безпеки Світового уряду.
- Генеральний президент — Глава Світового Уряду похилого віку. Неохоче вирішує заслати всіх генетиків на орбітальну станцію, щоб не порушити тонку соціальну рівновагу на перенаселеній Землі.
- Фелікс — Лідер молодіжної банди Дикі коти Нью-Йорка. Рятує Лу від ворожої банди Калюж і допомагає йому повернутися в Альбукерке. Фактично є таємним державним вихователем, який займається довгостроковим проєктом з оздоровлення молоді.
- Едріан Кауфман — Директор Інституту Альбукерке. Після заслання на орбітальну станцію бере на себе керівництво.
- Грег Бельсен — Молодий непосидючий друг і колега Луїса в Альбукерке. Відряджений біохіміком, на орбітальній станції він подбає про проєкт сплячки пасажирів.
- Скандинавець — Урядовий агент, який вирушив на слід Лу, щоб заарештувати його.
- Рольф Бернард — Міністр фінансів Світового уряду. Використовує роботу вчених на свою користь для створення зброї, яка буде використовуватися під час державного перевороту.
- Антон Корі — Колега Лу та вчений-ракетник. Це допомагає йому зруйнувати плани міністра Бернарда проти уряду.
- Дональд Маркус — Директор таємного дослідницького центру, створеного лідером перевороту Барнардом.